# الإسلام في سويسرا
الإسلام هو أحد أبرز الديانات في سويسرا. وفق إحصاء 2001 كان هناك 310,000 مسلم يعيشون في سويسرا مشكلين 4.26% من مجمل تعداد السكان. جدير بالذكر أن الإسلام ليس ديناً معترف به رسمياً في البلاد. المسلمون منتشرون بشكل متساوي في مناطق سويسرا وذلك على خلاف ما هو عليه الحال في العديد من الدول الأوروبية الأخرى، حيث يتركز المسلمون من مناطق بعينها. وبأخذ النسب بعين الاعتبار نجد أن أعلى نسبة من المسلمين إلى مجمل تعداد السكان توجد في كانتون مدينة بازل الناطق بالألمانية (6.72%) بينما أقل نسبة هي في كانتون تيسينو الناطق بالإيطالية (1.82%). الغالبية العظمى من المسلمين في سويسرا يتبعون المذهب السني.
في استطلاع للرأي أجراه المكتب الفدرالي للإحصاء في سويسرا عام 2018 قال 29٪ من المشاركين السويسريين إنهم لا يثقون بالإسلام، وقال 11٪ إنهم لا يثقون في أتباع الإسلام. وبالمقارنة في عام 2016 قال 14٪ من المشاركين السويسريين إنهم لا يثقون بأتباع الإسلام.

## الأصول

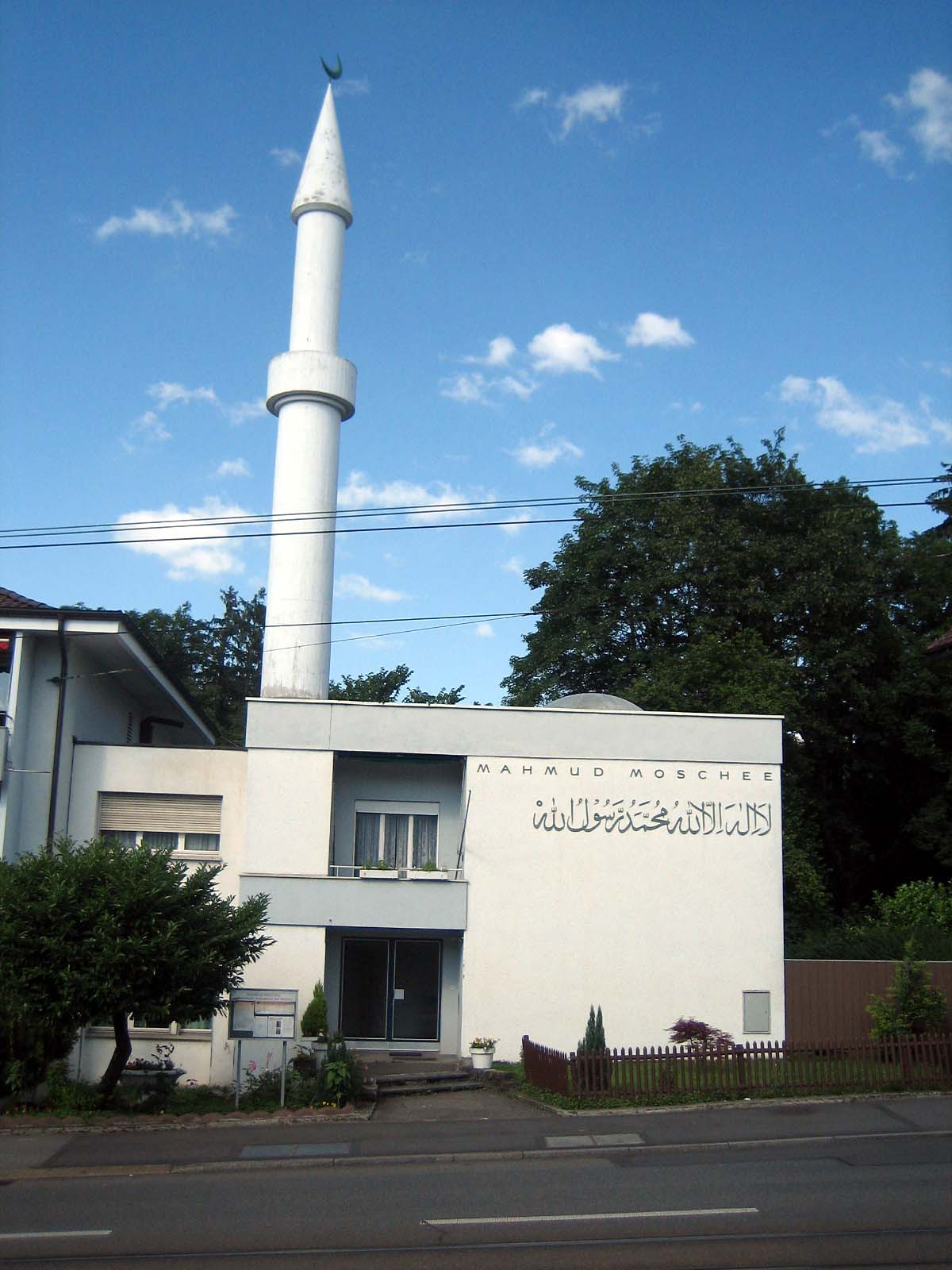
مسجد في زيورخ

مما يلاحظ أيضاً أن الغالبية الساحقة من المسلمين في سويسرا (88%) ليسوا مواطنين سويسريين. في حين أن عدد المسلمين السويسريين هو أقل من 12% من مجمل المسلمين في البلاد (حوالي 36 ألفاً أي نحو 0.5% فقط من مجمل تعداد السكان). معظم مسلمي سويسرا هم في الأصل من يوغوسلافيا السابقة (56.4%، جاء معظمهم من البوسنة والهرسك وكوسوفو وجمهورية مقدونيا) في حين جاء 20.2% منهم من تركيا.
أشهر الشخصيات الإسلامية في سويسرا وأحد أشهر الشخصيات الإسلامية في أوروبا هو المفكر طارق رمضان، وهو من أصول مصرية ويقيم في جنيف.
من الناحية التاريخية فقد استقر بعض المسلمين العرب والبربر في كانتون فاليز منذ القرن العاشر الميلادي، كما قاموا باحتلال ممر سانت برنارد العظيم (وهو أقدم ممر عبر الألب الغربية)، كما وصلوا إلى سانت جالن شمالاً وراتيا شرقاً (راتيا هي أحد مقاطعات الإمبراطورية الرومانية وتمثل اليوم مقاطعات شرق ووسط سويسرا الحالية).

## المساجد
يوجد في سويسرا مسجدين فقط، أحدهما في زيورخ والآخر في جنيف. إلا أن هناك نحو 120 مصلى في مختلف أرجاء البلاد، ونحو 100 مصلى غير رسمي. وقد رفض مجلس مدينة برن عام 2007 خطط بناء أحد أكبر المراكز الثقافية الإسلامية في المدينة. ورغم ندور تواجد مساجد ذوي مأذنة الا انه في عام 2009 نجحت مبادرات سياسية من جانب اليمينيين تهدف إلى منع بناء أي مآذن لأي مساجد مستقبلية.